# Olympische Sommerspiele 1976/Basketball
Bei den XXI. Olympischen Sommerspielen 1976 in Montréal fanden mit der Einführung des Wettbewerbs für Frauen erstmals zwei Wettkämpfe im Basketball statt. Austragungsort war das Centre Étienne-Desmarteau mit 4500 Zuschauerplätzen bzw. das Forum mit 17650 Zuschauerplätzen.

## Männer
| Platz | Land               | Athleten |
| ----- | ------------------ | --- |
| 1     | Vereinigte Staaten | Phil Ford, Steve Sheppard, Adrian Dantley, Walter Davis, Quinn Buckner, Ernie Grunfeld, Kenny Carr, Scott May, Tate Armstrong, Tom LaGarde, Phil Hubbard, Mitch Kupchak                                                          |
| 2     | Jugoslawien        | Blagoja Georgievski, Dragan Kićanović, Vinko Jelovac, Rajko Žižić, Željko Jerkov, Andro Knego, Zoran Slavnić, Krešimir Ćosić, Damir Šolman, Žarko Varajić, Dražen Dalipagić, Mirza Delibašić                                     |
| 3     | Sowjetunion        | Wladimir Arsamaskow, Oleksandr Salnykow, Waleri Milosserdow, Sergei Below, Älschan Scharmuchamedow, Andrei Makejew, Iwan Jadeschka, Micheil Korkia, Wladimir Tkatschenko, Anatoli Myschkin, Alexander Below, Wolodymyr Schyhylij |

### Vorrunde

#### Gruppe A
| Datum                 | Begegnung   | Begegnung | Begegnung  | Ergebnis |
| --------------------- | ----------- | --------- | ---------- | -------- |
| 18.07.1976, 09:00 Uhr | Kanada      | -         | Japan      | 104:076  |
| 18.07.1976, 14:00 Uhr | Kuba        | -         | Australien | 111:089  |
| 18.07.1976, 19:00 Uhr | Sowjetunion | -         | Mexiko     | 120:077  |
| 19.07.1976, 11:00 Uhr | Kanada      | -         | Kuba       | 084:079  |
| 19.07.1976, 16:00 Uhr | Sowjetunion | -         | Australien | 093:077  |
| 19.07.1976, 21:00 Uhr | Mexiko      | -         | Japan      | 108:090  |
| 21.07.1976, 11:00 Uhr | Australien  | -         | Mexiko     | 120:117  |
| 21.07.1976, 16:00 Uhr | Kuba        | -         | Japan      | 089:075  |
| 21.07.1976, 21:00 Uhr | Sowjetunion | -         | Kanada     | 108:085  |
| 23.07.1976, 11:00 Uhr | Sowjetunion | -         | Japan      | 129:063  |
| 23.07.1976, 16:00 Uhr | Kuba        | -         | Mexiko     | 089:075  |
| 23.07.1976, 21:00 Uhr | Kanada      | -         | Australien | 081:069  |
| 24.07.1976, 11:00 Uhr | Sowjetunion | -         | Kuba       | 072:058  |
| 24.07.1976, 16:00 Uhr | Kanada      | -         | Mexiko     | 092:084  |
| 24.07.1976, 21:00 Uhr | Australien  | -         | Japan      | 117:079  |

#### Gruppe B
| Datum                 | Begegnung          | Begegnung | Begegnung        | Ergebnis |
| --------------------- | ------------------ | --------- | ---------------- | -------- |
| 18.07.1976, 11:00 Uhr | Jugoslawien        | -         | Puerto Rico      | 084:063  |
| 18.07.1976, 16:00 Uhr | Vereinigte Staaten | -         | Italien          | 106:086  |
| 18.07.1976, 21:00 Uhr | Tschechoslowakei   | -         | Ägypten          | 103:064  |
| 20.07.1976, 11:00 Uhr | Italien            | -         | Ägypten          | 02:0     |
| 20.07.1976, 16:00 Uhr | Vereinigte Staaten | -         | Puerto Rico      | 095:094  |
| 20.07.1976, 21:00 Uhr | Jugoslawien        | -         | Tschechoslowakei | 099:081  |
| 21.07.1976, 09:00 Uhr | Puerto Rico        | -         | Ägypten          | 02:0     |
| 21.07.1976, 14:00 Uhr | Italien            | -         | Tschechoslowakei | 079:069  |
| 21.07.1976, 19:00 Uhr | Vereinigte Staaten | -         | Jugoslawien      | 112:093  |
| 22.07.1976, 11:00 Uhr | Tschechoslowakei   | -         | Puerto Rico      | 089:083  |
| 22.07.1976, 16:00 Uhr | Jugoslawien        | -         | Italien          | 088:087  |
| 22.07.1976, 21:00 Uhr | Vereinigte Staaten | -         | Ägypten          | 02:0     |
| 24.07.1976, 09:00 Uhr | Vereinigte Staaten | -         | Tschechoslowakei | 081:076  |
| 24.07.1976, 14:00 Uhr | Jugoslawien        | -         | Ägypten          | 02:0     |
| 24.07.1976, 19:00 Uhr | Italien            | -         | Puerto Rico      | 095:081  |

Ägypten bestritt am 18. Juli 1976 lediglich das Spiel gegen die Tschechoslowakei und reiste dann ab, nachdem sich die Mannschaft dem afrikanischen Boykott angeschlossen hatte.

### Zwischenrunde
| Datum                 | Begegnung          | Begegnung | Begegnung   | Ergebnis |
| --------------------- | ------------------ | --------- | ----------- | -------- |
| 25.07.1976, 14:00 Uhr | Puerto Rico        | -         | Japan       | 111:091  |
| 25.07.1976, 16:00 Uhr | Mexiko             | -         | Ägypten     | 02:0     |
| 25.07.1976, 20:00 Uhr | Italien            | -         | Australien  | 079:072  |
| 25.07.1976, 22:00 Uhr | Tschechoslowakei   | -         | Kuba        | 091:076  |
| 26.07.1976, 14:00 Uhr | Jugoslawien        | -         | Sowjetunion | 089:084  |
| 26.07.1976, 16:00 Uhr | Vereinigte Staaten | -         | Kanada      | 095:077  |

### Finalrunde

#### Um Platz 11
| Datum                 | Begegnung | Begegnung | Begegnung | Ergebnis |
| --------------------- | --------- | --------- | --------- | -------- |
| 27.07.1976, 12:00 Uhr | Japan     | -         | Ägypten   | 02:0     |

#### Um Platz 9
| Datum                 | Begegnung   | Begegnung | Begegnung | Ergebnis |
| --------------------- | ----------- | --------- | --------- | -------- |
| 27.07.1976, 14:00 Uhr | Puerto Rico | -         | Mexiko    | 089:084  |

#### Um Platz 7
| Datum                 | Begegnung | Begegnung | Begegnung  | Ergebnis |
| --------------------- | --------- | --------- | ---------- | -------- |
| 27.07.1976, 16:00 Uhr | Kuba      | -         | Australien | 092:081  |

#### Um Platz 5
| Datum                 | Begegnung | Begegnung | Begegnung        | Ergebnis |
| --------------------- | --------- | --------- | ---------------- | -------- |
| 27.07.1976, 20:00 Uhr | Italien   | -         | Tschechoslowakei | 098:075  |

#### Um den 3. Platz
| Datum                 | Begegnung   | Begegnung | Begegnung | Ergebnis |
| --------------------- | ----------- | --------- | --------- | -------- |
| 27.07.1976, 16:00 Uhr | Sowjetunion | -         | Kanada    | 100:072  |

#### Finale
| Datum                 | Begegnung          | Begegnung | Begegnung   | Ergebnis |
| --------------------- | ------------------ | --------- | ----------- | -------- |
| 27.07.1976, 22:00 Uhr | Vereinigte Staaten | -         | Jugoslawien | 095:074  |

## Frauen
Frauenbasketball gehörte erstmals zum Programm, nachdem die FIBA bereits seit 1953 eine WM und 1938 eine EM ausgetragen hatte. Automatisch qualifiziert waren die ersten 3 der WM 1975 in Kolumbien (Sowjetunion, Japan, Tschechoslowakei) sowie Gastgeber Kanada. Ein Qualifikationsturnier in Kanada ermittelte mit den Vereinigten Staaten und Bulgarien die letzten beiden offenen Plätze.
| Platz | Land               | Athleten |
| ----- | ------------------ | --- |
| 1     | Sowjetunion        | Angele Rupschene, Tatjana Sacharowa-Nadyrowa, Rayssa Kurwjakowa, Olga Baryschewa-Korosteljowa, Tatjana Owetschkina, Nadeschda Schuwajewa-Olchowa, Uļjana Semjonova, Nadeschda Sacharowa, Nelli Ferjabnikowa, Olga Sucharnowa, Tamāra Dauniene, Natalija Klymowa |
| 2     | Vereinigte Staaten | Cindy Brogdon, Susan Rojcewicz, Ann Meyers, Lusia Harris, Nancy Dunkle, Charlotte Lewis, Nancy Lieberman, Gail Marquis, Patricia Roberts, Patricia Head, Mary Anne O’Connor, Juliene Simpson                                                                    |
| 3     | Bulgarien          | Nadka Goltschewa, Penka Metodiewa, Petkana Makaweewa, Sneschana Michajlowa, Krassimira Gjurowa, Krassimira Bogdanowa, Todorka Jordanowa, Diana Dilowa, Margarita Schtarkelowa, Marita Stojanowa, Girgi Skerlatowa, Penka Stojanowa                              |

### Hauptrunde
| Datum                 | Begegnung          | Begegnung | Begegnung          | Ergebnis |
| --------------------- | ------------------ | --------- | ------------------ | -------- |
| 19.07.1976, 09:00 Uhr | Japan              | -         | Vereinigte Staaten | 084:071  |
| 19.07.1976, 14:00 Uhr | Sowjetunion        | -         | Kanada             | 115:051  |
| 19.07.1976, 19:00 Uhr | Bulgarien          | -         | Tschechoslowakei   | 067:066  |
| 20.07.1976, 09:00 Uhr | Japan              | -         | Kanada             | 121:089  |
| 20.07.1976, 14:00 Uhr | Vereinigte Staaten | -         | Bulgarien          | 095:079  |
| 20.07.1976, 19:00 Uhr | Sowjetunion        | -         | Tschechoslowakei   | 088:075  |
| 22.07.1976, 09:00 Uhr | Sowjetunion        | -         | Bulgarien          | 091:068  |
| 22.07.1976, 14:00 Uhr | Tschechoslowakei   | -         | Japan              | 076:062  |
| 22.07.1976, 19:00 Uhr | Vereinigte Staaten | -         | Kanada             | 089:075  |
| 23.07.1976, 09:00 Uhr | Bulgarien          | -         | Japan              | 066:063  |
| 23.07.1976, 14:00 Uhr | Tschechoslowakei   | -         | Kanada             | 067:059  |
| 23.07.1976, 19:00 Uhr | Sowjetunion        | -         | Vereinigte Staaten | 112:077  |
| 25.07.1976, 09:00 Uhr | Bulgarien          | -         | Kanada             | 085:062  |
| 26.07.1976, 14:00 Uhr | Vereinigte Staaten | -         | Tschechoslowakei   | 083:067  |
| 26.07.1976, 19:00 Uhr | Sowjetunion        | -         | Japan              | 098:075  |